# Багаев, Мударис Басирович
Мударис Басирович Багаев (баш. Багаев Мѳҙәрис; 2 ноября 1951, Батырово, Башкирская АССР — 10 декабря 2022) — башкирский поэт, драматург, детский писатель, фантаст, журналист. Член Союзов журналистов России и Башкортостана. Лауреат газеты «Йэшлек», журнала «Аманат», премии им. Рашита Султангареева за повесть «Семь снов», поэтического фестиваля «Илхам шишмэлэре» («Родники вдохновения»). Произведения включены в альманахи современных писателей Башкирии. Жил в Ишимбае.

## Биография
Родился и вырос в д. Батырово Фёдоровского района. Выпускник экономического факультета Башсельхозинститута (БГАУ). После обучения — работал в колхозах и совхозах Башкирии: экономистом, агрономом, прорабом. Затем переехал в Ишимбай. С супругой они воспитали двух сыновей. Флорид Багаев в 2011 году назначен руководителем Союза Башкирской Молодёжи Республики Башкортостан. Руководитель отдела сельского хозяйства Ишимбайской районной газеты «Торатау».
По пьесе «В стародавние времена» в Салаватском башкирском драматическом театре осуществлен детский спектакль, показанный на гастролях в Казани в 2011 году.
9 апреля 2014 года на сцене Салаватского государственного башкирского драматического театра прошла творческая встреча цикла «Салаватские вечера» с Мударисом Багаевым. По его пьесам в Салаватском театре поставлены четыре спектакля. В феврале 2004 года состоялась премьера музыкальной комедии «Бабий бунт» (режиссёр Гульдар Ильясова). В 2010 году выпущена комедия «Бес в ребро» (режиссёр Олег Ханов). В июне 2011 поставлена музыкально-юмористическая сказка «В стародавние времена» (режиссёр Александр Шабаев). 7 ноября 2012 года состоялась премьера комедии «Озеро любви» (режиссёр Азат Зиганшин).
Комедию по пьесе Мудариса Багаева «Озеро любви» показали на сцене в Сибайском государственном башкирском театре драмы им. Арслана Мубарякова в 2014 году.
17 апреля 2015 в Батыровском СДК проведен творческий вечер Мудариса Багаева.
В 2015 году пьесу «Два сновидения» — об изломанных Великой Отечественной судьбах, о жизни и вечности — поставил Башкирский театр драмы. Г.Мубарякова отметила: «В пьесе найден интересный ход — события видятся героиней, как сон. И это даёт ей силы жить дальше… сохранить себя в тяжёлой ситуации потерь, выпавшей на её долю».
В августе 2015 года вышел мюзикл Национального молодёжного театра им. Мустая Карима «Было бы денег мешок», взявший за основу пьесу Мудариса Багаева.

## Оценка творчества
Произведения Мудариса Багаева взяты из жизни, полны глубокого психологизма. Патриотичны, ценны воспитательным значением и произведения, написанные для детей, в которых отражается интересный, не лишённый чудес и приключений детский мир.— http://azgazeta.ru/public/2343-poet-pisatel-dramaturg.html

Драматург Мударис Багаев близок народу. В своих произведениях он мастерски изображает жизнь простых людей, раскрывая проблемы через смешные ситуации. Его герои понятны зрителю и очень узнаваемы.— http://www.sgvibor.ru/kultura/salavatskie-vechera-mudaris-bagaev